# Тупрунка (река)

Тупрунка — река в России, протекает в Верхнекамском районе Кировской области. Устье реки находится в 1267 км по правому берегу реки Кама. Длина реки составляет 16 км.
Исток реки в урочище Тупрунки в 6 км к юго-востоку от посёлка Камский. Река течёт на северо-восток параллельно Каме к юго-востоку от неё. Протекает посёлок Тупрунка, ниже которого впадает в Каму.

## Данные водного реестра
По данным государственного водного реестра России относится к Камскому бассейновому округу, водохозяйственный участок реки — Кама от истока до водомерного поста у села Бондюг, речной подбассейн реки — бассейны притоков Камы до впадения Белой. Речной бассейн реки — Кама.
По данным геоинформационной системы водохозяйственного районирования территории РФ, подготовленной Федеральным агентством водных ресурсов:
- Код водного объекта в государственном водном реестре — 10010100112111100001181
- Код по гидрологической изученности (ГИ) — 111100118
- Код бассейна — 10.01.01.001
- Номер тома по ГИ — 11
- Выпуск по ГИ — 1